# SCBA Open
Die SCBA Open (vollständig Southern California Badminton Association Open, auch SCBA Classic oder SCBA International) sind offene internationale Meisterschaften im Badminton der USA. Austragungsort der Titelkämpfe ist Kalifornien. Ausgerichtet werden die Titelkämpfe seit 1933, während die namensgebende Organisation, die Southern California Badminton Association, erst 1939 gegründet wurde. Bei der Austragung 2005 konnten Punkte für die Weltrangliste und Preisgeld erspielt werden.

## Die Sieger
| Saison    | Herreneinzel | Dameneinzel       | Herrendoppel              | Damendoppel                  | Mixed                        |
| --------- | ------------ | ----------------- | ------------------------- | ---------------------------- | ---------------------------- |
| 1933 1934 | keine Daten  | keine Daten       | keine Daten               | keine Daten                  | keine Daten                  |
| 1935      | Keith Weston | Bertha Barkhuff   | Keith Weston Hamilton Law | Florence Oates Doreen Swayne | Hamilton Law Bertha Barkhuff |
| 1936 2004 | keine Daten  | keine Daten       | keine Daten               | keine Daten                  | keine Daten                  |
| 2005      | Yuichi Ikeda | Brenda Beenhakker | Howard Bach Tony Gunawan  | Johanna Lee Grace Peng Yun   | Mike Beres Jody Patrick      |
| 2006 2024 | keine Daten  | keine Daten       | keine Daten               | keine Daten                  | keine Daten                  |